# The Host (película de 2013)
The Host (en español, La huésped)  es una película romántica y de ciencia ficción estadounidense del año 2013 que adapta la novela homónima de Stephenie Meyer. Cuenta la historia de una joven mujer, Melanie, que es capturada después de que la raza humana ha sido sustituida por extraterrestres parásitos, llamados "Souls" o "Almas". Después de que Melanie es impregnada con un alma, llamada Wanderer, Melanie y el alma extranjera compiten por el control de su cuerpo. Escrita y dirigida por Andrew Niccol, el reparto se conforma por Saoirse Ronan, Max Irons, Jake Abel, William Hurt y Diane Kruger. Estrenada en los cines el 29 de marzo de 2013, la película fue mal recibida por la crítica.

## Argumento
Pequeños parásitos extraterrestres llamados "Almas", viajan a otros planetas apoderándose de los cuerpos de la especie dominante de cada mundo mientras suprimen la conciencia del anfitrión. Actualmente se han apoderado de la raza humana y, considerando a los humanos demasiado violentos para merecer el planeta, casi han conquistado la Tierra. La conciencia del propietario original se borra, pero las Almas pueden acceder a los recuerdos del anfitrión y los anfitriones ocupados son identificables por anillos plateados en sus ojos.
Melanie Stryder, una humana que huye, es capturada y se le infunde un alma llamada "Wanderer" (Viajera), a quien un alma llamada "Seeker" (Buscadora) le ha pedido que acceda a los recuerdos de Melanie y revele la ubicación de un grupo de humanos no asimilados. La conciencia de Melanie, sin embargo, resulta poseer una voluntad anormalmente intensa y no ha sido eliminada por completo; por lo que ella y Wanderer llevan a cabo constantes conversaciones y debates internos.
Wanderer le dice a Seeker que Melanie viajaba con su hermano Jamie y su novio Jared Howe para encontrar al tío de Melanie, Jeb, en el desierto. Wanderer admite que Melanie todavía está presente, por lo que Seeker decide transferirse al cuerpo de Melanie para obtener la información ella misma. 
Con la guía de Melanie, Wanderer escapa al desierto, donde Jeb la encuentra y la lleva a una serie de cuevas dentro de una montaña donde se esconden los humanos, incluidos Jared y Jamie. La presencia de Wanderer es recibida con hostilidad por todos menos Jeb y Jamie. Melanie le dice a Wanderer que no le diga a nadie que todavía está viva, ya que los provocaría, aunque luego le permite decírselo a Jamie y Jeb lo deduce por sí mismo. 
Wanderer descubre que la comunidad sobrevive con cultivos ocultos, ríos subterráneos y enviando periódicamente grupos a infiltrarse a las ciudades para abastecerse de comida y otras necesidades básicas, un acto muy peligroso ya que pueden ser detectados fácilmente debido a sus ojos. Poco a poco comienza a interactuar con los humanos y ganarse su confianza, quienes deciden apodarla Wanda, generando un vínculo con Jamie, quien la ve como otra hermana y también con Ian O'Shea, un joven que inicialmente abogaba por asesinarla, pero rápidamente se vuelve su protector e interés amoroso, esto produce un conflicto con Melanie, quien ama a Jared y logra manifestar físicamente su rechazo cada vez que Wanda e Ian intentan un acercamiento amoroso.
Seeker lidera un grupo de búsqueda hacia el desierto. Interceptan a uno de los equipos de suministros del refugio y, en la persecución que sigue, Aaron y Brandt se suicidan para evitar ser capturados. Durante la persecución Seeker, obsesionada con erradicar a los humanos no asimilados, mata sin remordimiento a otra Alma en el fuego cruzado, un acto atroz e injustificable a ojos de su especie, lo que lleva a sus superiores a cancelar la búsqueda.
Jared y Kyle, intentando desquitarse por la muerte de sus amigos, intentan matar a Wanda, por lo que Jamie revela que la conciencia de Melanie está viva. Jeb e Ian aceptan esto, pero Jared se niega a creerlo hasta que besa estratégicamente a Wanda, provocando que Melanie recupere por un segundo el control y lo abofetee, demostrándole a Jared que ella todavía está viva. Kyle intenta ahogar a Wanda en un rio subterráneo, pero pone en peligro su propia vida al caer en las aguas, de donde Wanda termina salvándolo y encubriendo su intento de asesinato para que no sea relegado de la comunidad. Ian confiesa a Wanda que siente algo por ella y Wanda admite que aunque el cuerpo de Melanie le impone amar a Jared, ella tiene sus propios sentimientos y los dos se besan.
Wanda ingresa al centro médico de la comunidad y se sorprende al descubrir que han estado secuestrando humanos poseídos y Doc, el médico de la comunidad, ha estado removiéndolos quirúrgicamente en un intento de liberarlos y permitir que la mente del anfitrión recupere el control, lo que invariablemente ha resultado en la muerte tanto de las Almas como de anfitriones. El shock produce un rechazo tan intenso en Wanda que involuntariamente anula por completo la consciencia de Melanie. 
Después de aislarse durante varios días, Jeb explica que este acto era solo un intento de salvar a sus congéneres, pero tras conocerla han decidido no continuar al comprender la atrocidad que significaba. Wanda se entera de que Jamie está gravemente enfermo con una infección en la pierna y busca la ayuda de Ian y Jared; juntos logran despertar a Melanie e infiltrarse en un centro médico para robar una medicina alienígena y salvar la vida de Jamie. Esto consolida la confianza de la comunidad en Wanda, quien a partir de este momento asume la función de viajar a las ciudades por provisiones.
Seeker ha seguido buscando a Wanda por su cuenta y logra descubrir la localización de asentamiento y llegar a él donde asesina a algunos guardias e intenta matar a Wanda hasta que Jeb la captura. Wanda ofrece a mostrarle a Doc cómo remover correctamente las almas, con la condición de que luego la saque del cuerpo de Melanie. Doc usa la técnica para remover a Seeker de su anfitrión, y tanto el anfitrión como el Alma sobreviven. Una vez libre, la anfitriona revela que, al igual que Wanda, Seeker fue incapaz de suprimir su consciencia, pero a diferencia de ellas estaban en constante conflicto, lo que resultó en que Seeker se ensañara y obsesionara con su labor. Wanda lleva a Seeker a una plataforma de viajes espaciales y la envía tan lejos de la Tierra que no podrá regresar durante numerosas generaciones, encomendando como parte del acuerdo con Doc que se haga lo mismo con todas las almas removidas.
Wanda revela que la última condición que impuso a Doc es que libere a Melanie y a ella la deje morir, revelando que ha existido más que la mayoría en su especie, estando cansada de las muchas vidas que ha vivido, siendo la Tierra el único lugar que ha sentido como un hogar, pero sabiéndose incapaz de volver a quitarle su lugar a alguien más. Por lo que tras despedirse de Melanie, con quien han desarrollado un vínculo de hermanas, permite a Doc separarlas.
Semanas después Wanda despierta en el refugio en un nuevo cuerpo. Los demás le explican que han estado liberando personas y entre ellas encontraron el cuerpo que actualmente usa, una humana con muerte cerebral y por lo tanto carente de una consciencia propia. Ahora con un cuerpo propio, Wanda puede estar con Ian, mientras Melanie se reúne con Jared.
Meses más tarde, mientras buscaban suministros, Wanda, Melanie, Ian y Jared son capturados. Descubren que sus captores son humanos, quienes revelan que también hay otros grupos humanos. También aprenden que también en este grupo un Alma se ha puesto del lado de la resistencia humana, como lo ha hecho Wanda, y es posible que no sean las últimas Almas en hacerlo.

## Reparto
- Saoirse Ronan como Melanie Stryder/Wanderer.
- Max Irons como Jared Howe.
- Jake Abel como Ian O'Shea.
- Chandler Canterbury como Jamie Stryder.
- Frances Fisher como Maggie Stryder.
- Diane Kruger como La buscadora.
- William Hurt como Jeb Stryder.
- Boyd Holbrook como Kyle O'Shea.
- Scott Lawrence como Doc.
- Lee Hardee como Aaron.
- Phil Austin como Charles.
- Raeden Greer como Lily.
- Alexandria Morrow como Soul.
- Emily Browning como Pet/Wanderer.

## Estreno
- En España se estrenó el 22 de marzo.
- En Estados Unidos se estrenó el 29 de marzo.

## Producción

### Desarrollo
Los productores Nick Wechsler, Steve Schwartz y Paula Mae Schwartz adquirieron los derechos cinematográficos de The Host, en septiembre de 2009, pero más tarde Open Road Films adquirió los derechos de la película, y Stephenie Meyer, Nick Wechsler, Steve Schwartz y Paula Mae Schwartz fueron los principales productores. Andrew Niccol fue contratado para escribir el guion y dirigir la película. En febrero de 2011, Susanna White fue contratada para reemplazar Niccol como director, quien recuperó su función en mayo de 2011.
Saoirse Ronan también fue elegida en mayo como Melanie Stryder / Wanderer. El 27 de junio, la fecha de lanzamiento de la película se fijó para el 29 de marzo de 2013, y también se anunció que el rodaje comenzará en febrero de 2012, en Luisiana y Nuevo México.

### Lanzamiento
Distribuido por Open Road Films, la película fue estrenada en los cines el 29 de marzo de 2013. El primer tráiler oficial fue lanzado el 22 de marzo de 2012 y más tarde se presentó el de Los Juegos del Hambre.

### Medios de Lanzamiento
The Host fue lanzada en DVD y Blu-ray el 9 de julio de 2013.

## Recepción

### Taquilla
La película recaudó 63 327 201$ en todo el mundo, de los cuales 26 627 201& fue de América del Norte, y 36 700 00& de otros territorios. Se abrió en el número seis en la taquilla de Estados Unidos y por su primer fin de semana recaudó 10 600 112&; proyectada en 3202 salas de cine que en promedio aportaron 3 310 dólares cada teatro.

### La respuesta de la crítica
The Host recibió críticas negativas de los expertos. Una revisión del Sitio Web de Rotten Tomatoes le da una calificación de 8% basada en 118 comentarios, con una nota media de 3.6 / 10. El consenso del sitio dice: «Un mal guion y dramáticamente ineficaz, The Host es sobre todo duro y tedioso, con momentos de hilaridad involuntaria». En Metacritic, que asigna una calificación normalizada de 100 basado en los comentarios de los críticos, la película tiene una puntuación de 35 basada en 28 comentarios, que indica «críticas generalmente desfavorables».
Las encuestas de CinemaScore informaron que la audiencia promedio le dio aun "B-" en una escala de A+ a F.
Manohla Dargis, de The New York Times le dio a la película una opinión desfavorable, que calificó de «una combinación de bronce de temas de ciencia ficción no originales, proxenetismo joven-adulto y muy clara línea de fondo». Todd McCarthy, de The Hollywood Reporter consideró que «está envuelto en términos teen-románticas familiares y pide a gritos incluso un poco de condimento del ingenio, la irreverencia, la inteligencia política y giros de género que, dado el terreno bien pisado, parece como requisitos en la presentación de visiones de un futuro próximo.»
Roth Cornet de IGN le dio una puntuación de "mediocre" de 5.10, que indica que la película es "sin intención de risa" y "frustrantemente absurda". Cornet dice que podría haber hecho una historia interesante, pero que las contradicciones de las almas pacíficas pero parasitarias no fueron totalmente explicadas, en el caso del personaje del buscador, sólo da una explicación insatisfactoria superficial. Alaba Ronan su actuación y culpa a un guion "fundamentalmente defectuoso". Ben Kenigsberg de la revista Time Out culpa al material de origen, acreditando de Niccol para hacer lo mejor de ella, pero culpando principalmente la cinematografía de alta definición y vídeo diciendo que hace "lo que alguna vez habría sido un exuberante, un éxito de taquilla a gran escala parece barato y televisiva."
The Host fue la penúltima película en ser revisada por el crítico de cine Roger Ebert antes de su muerte el 4 de abril de 2013, y la última película importante que se publicará en su vida. Él clasificó la película con 2.5 / 4 estrellas, diciendo «The Host es de altos cargos con, conversaciones sonoras profundas, todo tiende a sonar como despedidas. La película se lo lanzó consistentemente en la misma nota, en efecto, que la estructura roba las posibilidades para la tensión dramática».

## Premios y nominaciones
| Año  | Premio                             | Categoría                                        | Candidato     | Resultado |
| ---- | ---------------------------------- | ------------------------------------------------ | ------------- | --------- |
| 2012 | Festival Internacional de Hamptons | Interpretación innovadora                        | Boyd Holbrook | Ganador   |
| 2013 | Teen Choice Awards                 | Mejor actriz de cine en Ciencia ficción/Fantasía | Saoirse Ronan | Nominado  |
| 2014 | London Critics Circle Film Awards  | Actor juvenil británico del año                  | Saoirse Ronan | Nominado  |